# Clostridium nexile
Il Clostridium nexile è una specie di batterio appartenente alla famiglia delle Clostridiaceae.